# Aeris Gainsborough
Aerith Gainsborough (japanska: エアリス・ゲインズブール, Earisu Geinzubūru), 22 år, är en av huvudpersonerna i datorrollspelet Final Fantasy VII. Innan hon mötte Cloud jobbade hon med att sälja blommor i staden Midgar. Blommor är väldigt sällsynta i Midgar och hon odlar dem själv på sin bakgård och i kyrkan där hon håller till. Hon känns igen på sin rosa klänning och sina korkskruvar i håret. Stavningen av hennes namn har varit ett debattämne bland fansen då de nyare FFVII-utgåvorna visar det som Aerith istället för Aeris. Ingen av de två stavningarna är fel, de är bara baserade på olika sätt att skriva samma ljud.

## Bakgrund
Aerith är den sista överlevande av den utdöda "rasen" Cetra. The Cetras brukar vanligtvis kallas för The Ancients eftersom deras historia går långt bakåt i tiden.
När hennes moder Ifalna dog tog Elmyra Gainsborough över vårdnaden av Aerith. Ifalna dog på en järnvägsstation efter några sista kraftansträngningar för att rädda Aerith från människor som ville experimentera med hennes DNA. Elmyra gick varje dag till järnvägsstationen i hopp om att hennes make just den dagen skulle komma med tåget hem från kriget. Elmyra var ensam eftersom hon och hennes make inte hade några egna barn, så hon tog sig an Aerith.
Det är till långt in i spelet ett mysterium vem Aerith pappa egentligen är, men det visar sig att Professor Gast är hennes fader. Under sina studier av Ifalna blev de två kära i varandra och fick Aerith.
Cetras hade speciella förmågor såsom att de kan tala med, och se, energin från folk som nyligen gått bort. Dessa krafter märktes tidigt hos Aerith, men Elmyra hade till en början svårt att tro på henne. Så en dag kom Aerith och talade om för Elmyra att hennes make var död och hade kommit för att ta farväl. Inte heller detta ville Elmyra tro på, men hon blev sedan övertygad då de fick en notis som sade samma sak. Hennes make hade gått bort och det var bara hon och Aerith kvar.
Hon kommer i kontakt med Cloud då hon är i Midgar och säljer blommor. Han hade då nyss varit på ett uppdrag med AVALANCHE och springer rätt in i henne. Hon erbjuder honom (om man väljer rätt i menyvalen) att köpa en blomma för 1 Gil. Blomman kan man sedan välja att ge antingen till Marlene eller Tifa. Mötet mellan dem var kort, men senare i spelet då Cloud faller rätt genom taket till hennes kyrka så känner hon igen honom. De får en kort pratstund, men sedan dyker The Turks upp för att tillfångata henne. Cloud går med på att agera livvakt i utbyte mot en date och så smiter de från kyrkan. Cloud följer med Aeris hem och när Aeris inte är i rummet ber Elmyra honom att lämna Aeris ifred då hon inte vill att hon ska råka illa ut. Eftersom han inte heller vill det så går han med på att smyga iväg från huset utan att säga adjö till Aeris, dock är hon lite mer enträgen än så och hade redan förutsett detta. Hon tvingar i stort sett Cloud att ta med henne och de beger sig. Ett kort tag efter det hjälper hon honom att befria Tifa från Don Corneos Mansion och blir genom det en i gruppen. 
Aeris utvecklar en nära relation till Cloud, och de två gör sitt bästa för att kunna vara tillsammans. Hon känner på sig att något inte riktigt står rätt till med Cloud, för även om hon tycker om de delar som är Cloud så finns det andra delar hos honom som är oförklarligt lika hennes första pojkvän, Zack Fair. Cloud är lite för lik honom för att det bara ska vara en slump. Hon är medveten om triangeldramat den begynnande relationen skapar mellan henne, Cloud och Tifa vilket gör det hela än mer komplicerat eftersom hon och Tifa blir vänner.
Aerith har under årens lopp varit föremål för en av spelvärldens största ryktesspridningar någonsin. I slutet av CD1 kör Sephiroth svärdet Masamune rätt igenom Aerith och hon dör, direkt efter att hon avslutat sin bön till Holy. Det påstods länge att man på något sätt skulle kunna återuppliva henne utan att fuska. Många falska guider för hur man återupplivar henne har cirkulerat på Internetsidor, men alla är falska. Enda sättet att få tillbaka henne är genom att fuska. 

## Final Fantasy VII: Advent Children
Filmen utspelas 2 år efter händelserna i FFVII, alltså efter hennes död. Hon dyker dock upp i filmen, som bilder i Clouds inre. Eftersom hon tillhörde rasen Cetra så kan hon använda Lifestream för att kommunicera, och på så vis hjälper hon Cloud. Hon talar om för honom att han inte ska vara så löjlig och anklaga sig själv, för det var inte hans fel att hon dog. I slutstriden är det hon som ger Cloud den extra styrka som behövs för att han ska nå upp till toppen av luftslussen de skapat.

## Final Fantasy VII: Crisis Core
I det här spelet, som utspelar sig 7 år innan händelseförloppet i FFVII, så är Aeris 15 år. Här får man se hur hon möter sin första pojkvän, Zack Fair. Zack är den enda spelbara karaktären i spelet, men man får ändå se en hel del av Aeris under spelets gång. Man får även se små hintar om att det är något speciellt med Aeris, även om ingenting avslöjas förrän i FFVII.

## Kingdom Hearts
I Kingdom Hearts forskar Aeris tillsammans med Yuffie (FFVII) och Leon (Squall Leonhart FFVIII). De försöker hitta anledningen till att världen översvämmats av Heartless och ett sätt att få stopp på eländet. De hjälper Sora, Kalle Anka och Långben under spelets gång. I slutscenen kan man se hur Cloud och Aeris återförenas, där Aeris ser ut att reta en generad Cloud.

## Kingdom Hearts 2
I del 2 av serien så har Aeris, Yuffie och Leon mer och mer övergått till att restaurera Hollow Bastion (Radiant Garden) så att det skall återfå sin forna glans. De har skapat ett högkvarter i Merlins hus där de håller de flesta av sina viktiga möten. Även här får Sora, Kalle Anka och Långben hjälp av dem.
Maiden who Travels the Planet är en novell skriven av Benny Matsuyama där Aerith är huvudperson.